# Bandjermasin II
Het kamp Bandjermasin II in Banjarmasin op het eiland Borneo, fungeerde tijdens de Japanse bezetting van Nederlands-Indië in de periode van 21 februari 1945 tot 31 juli 1945 als interneringskamp voor krijgsgevangenen.
Eerder werden in dit kamp krijgsgevangenen gehouden. Zie hiervoor Bandjermasin I. In februari 1945 werden er 382 Europese krijgsgevangenen uit het krijgsgevangenkamp van Balikpapan opnieuw in Bandjermasin ondergebracht. Zij werden ondergebracht op het terrein van het KNIL-kampement. Op 28 juli vertrokken 80 zieken en 20 verzorgers, alle krijgsgevangenen, naar het krijgsgevangenkamp in Poeroektjaoe. Onderweg werd dit transport door een geallieerd vliegtuig overvallen. Een tweede transport van ongeveer 180 krijgsgevangenen, dat op 31 juli uit Bandjermasin vertrok, nam onderweg de overlevenden van het eerste transport op.